# 阿貝爾2142
阿貝爾2142（Abell 2142，或A2142），是一個巨大的X射線明亮星系團，在天球上位於北冕座。該星系團是兩個仍在合併中的規模較小星系團產物。合併後的星系團範圍橫跨600萬光年，其中包含數百個星系，並且內部氣體足以生成超過一千個星系。阿貝爾2142被認為是宇宙中質量最高的物體之一。

## X射線影像
1999年8月20日，天文學家以钱德拉X射线天文台先進CCD成像光譜儀（ACIS）拍攝了阿貝爾2142鄰近區域0.3-10.0 keV能量範圍的影像，拍攝範圍7.5 x 7.2 角分。拍攝到的影像顯示了兩個巨大星系團相碰撞產生宇宙中大規模的「天氣系統」。這是有史以來第一次顯示系統中的壓力前沿細節，並且影像中顯示了明亮但相對低溫（白色區域，5000萬℃）區域嵌入大範圍橢圓形的高溫區域（洋紅色區域，7000萬℃）。並且兩者被更外層的黯淡但溫度達到1億℃高溫區域（淡洋紅色和深藍色區域）包圍。影像左上角明亮區域則是星系團中的活躍星系核。

## 關於阿貝爾2142
阿貝爾2142是任職於加利福尼亚大学洛杉矶分校的乔治·阿贝尔製作，1958年出版的阿贝尔星系团表收錄的星系團之一。阿貝爾2142的日心紅移為0.0909，代表它的遠離速度為27250 km/s ， 視星等16.0。阿貝爾2142距離地球約12億光年（3.8億秒差距）。

## 星系團合併動力學
阿貝爾2142引起了天文學家注意，因為它可能讓天文學家了解星系之間合併的動力學狀態。星系團藉由較小的星系群與多個星系之間的引力影響而成長。在合併期間，天體碰撞的動能加熱了次級星系團之間的氣體，使氣體溫度明顯變化。這些溫度變化告訴天文學家星系團合併的階段、幾何形狀和速度的資訊。精確的溫度分布圖可以提供大量星系合併的基礎物理資訊。伦琴卫星、飛鳥衛星等較早期的天文衛星觀測能力不如目前仍在觀測的钱德拉X射线天文台、XMM-牛顿卫星，無法繪製該區域的詳細溫度變化圖
。
钱德拉X射线天文台能夠產出星系團內氣體的高解析度的溫度、密度和壓力變化。哈佛-史密松天体物理中心的馬克西姆·馬克維奇（Maxim Markevitch），也是該國際團隊的負責人分析了觀測資料後表示：「現在，我們可以開始了解這些星系團合併的物理性質，這是宇宙中能量最高的事件之一。」「星系團氣體溫度和密度分布圖顯示了一個只能存在於星系團合併動態環境下的明顯邊界。」
阿貝爾2142的X射線觀測結果很大程度上是平滑且對稱的，這代表觀測到的是兩個星系團合併的結果，至少是在兩個星系團的初始核心穿越後10到20億年。如果是在合併的早期階段，可能觀測到的是不均勻的X射線輻射和明顯的震波波前。馬克維奇等人已經提出，較大質量星系團的中心星系（稱為G1）已經和質量較小星系團的中心星系（稱為G2）合併。相對較低溫的中心區域則顯示先前星系團合併的震波波前未通過核心區域，而是對中心周圍的氣體造成影響。